# Jun Szogjong
Jun Szogjong (hangul: 윤석영, handzsa: 尹錫榮, RR: Yun Suk-young; Szuvon, 1990. február 13. –) dél-koreai válogatott labdarúgó, jelenleg a Kashiwa Reysol játékosa.

## Pályafutása

### Klubcsapatban
A Csonnam Dragons csapatánál nevelkedett és lett profi játékos. 2013. január 30-án leigazolta az angol Queens Park Rangers, innen 2013-ban a Doncaster Rovers , majd 2016-ban a Charlton csapatának adták kölcsönben. Szeptember 12-én ingyen került a dán Brøndby IF-hez, de december 9-én felbontották a szerződését. 2017. január 6-án aláírt a japán Kashiwa Reysol együtteséhez.

### A válogatottban
A 2014-es labdarúgó-világbajnokságon tagja volt a válogatott keretének.